# Парамирий

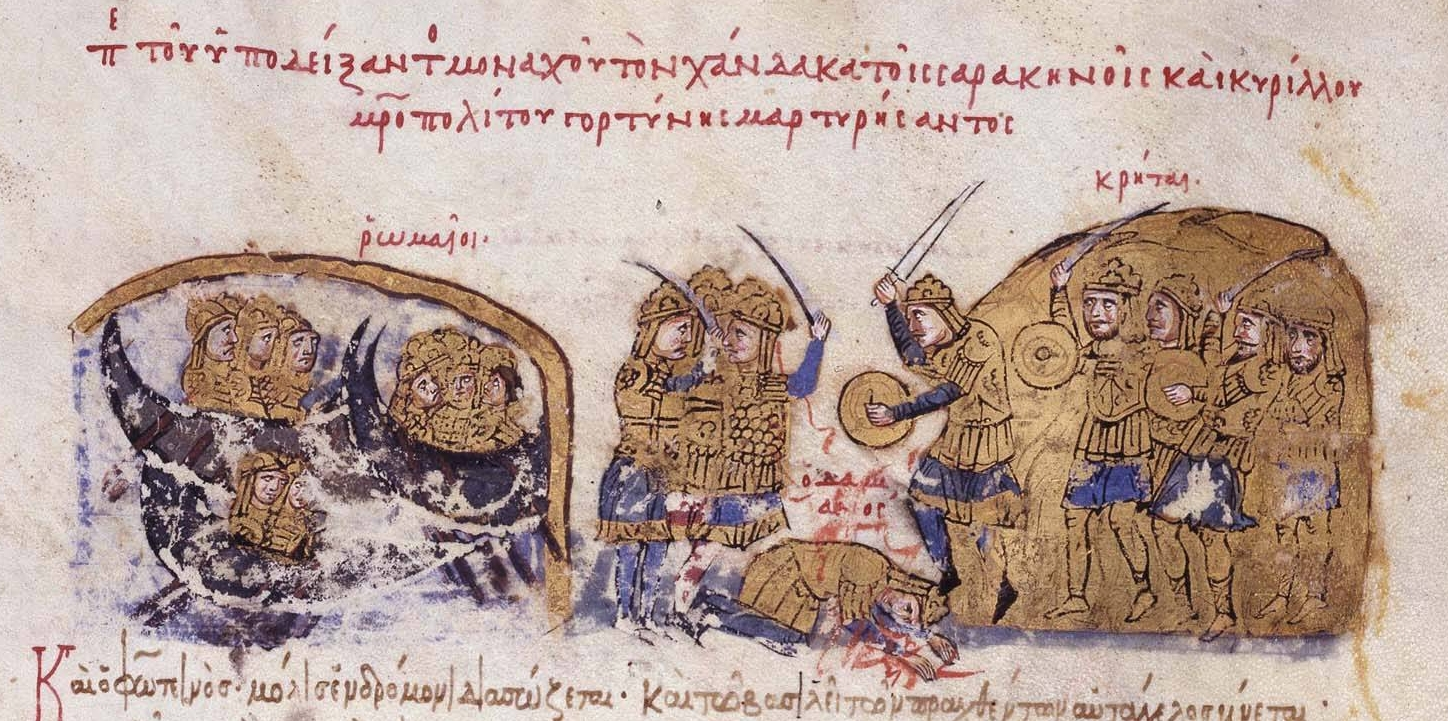
Византийские воины с криво-клинковым оружием

Парамирий (греч. Παραμήριον от Παρα+μήριον — возле+бедра) — византийское длинноклинковое оружие, представлявшее собой саблю с клинком небольшой кривизны, общей длиной около 90 см. В византийских источниках термин «парамирий» впервые встречается в 85 новелле императора Юстиниана I. Парамирий использовался как пехотинцами, так и кавалеристами наряду с прямым обоюдоострым мечом спатой (в Византийской фонетической традиции транслитерируемого как «спафий»), причём в трактате Praecepta Militaria, приписываемом императору Никифору II Фоке (965 год), указывалось, что тяжёлый конник-катафракт должен иметь при себе и спафий, и парамирий. При этом спафий подвешивался на плечевой перевязи, свисая почти вертикально, тогда как парамирий подвешивался к поясу на двух точках подвески, находившихся на ножнах со стороны обуха, так что он располагался почти горизонтально, с небольшим наклоном. Такой способ ношения позволял катафракту вынимать любой клинок на выбор. Именно благодаря такому способу подвески парамирий и получил своё название. Кроме того, Никифор Фока особо выделяет разновидность катафрактов, называемых греч. οι τα παραμήρια βαστάζοντες, у которых парамирий являлся основным оружием и, предположительно, даже заменял в таком качестве пику.